# ГКПП Оанча-Кахул
ГКПП Оанча-Кахул (на румънски: Vama Oancea-Cahul) е граничен контролно-пропускателен пункт между Румъния и Молдова. Пунктът е разположен на външна граница за Европейския съюз.
Разположен е на около 50 km северно от Галац в село Оанча от румънска страна и съответно на около 5 km западно от молдовския град Кахул;.
Граничният контрол се извършва на две граници. Връзката между двете страни е мост над река Прут, който свързва пътните мрежи на двете страни.
Съществува споразумение през 2017 г. граничният контрол между двете страни да се извършва на една граница. Въпреки това обаче, все още граничния и митнически контрол се осъществяват отделно на двете ГКПП на румънска и после на молдовска територия.